# 俄罗斯外国代理人法
俄罗斯外国代理人法是俄罗斯当局自2012年起制订的与“外国代理人”相关的一系列法律。在俄罗斯，“外国代理人”一词带有苏联时期留下的负面含义，暗示着间谍活动。苏联人曾用它来称呼政治异见者。

## 立法沿革
- 2012年7月，俄罗斯总统普京签署《非商业组织法》[註 2]修正案，接受国外资助并从事政治活动的俄罗斯非政府组织，将被认定为“外国代理人”[3][4]。
- 2017年11月，《非商业组织法》中的“外国代理人”条款修订案通过，在俄罗斯运作的海外新闻媒体可被认定为“外国代理人”[5][6]。
- 2019年12月，普京签署法律，允许俄罗斯政府有权将记者、網誌作者、甚至社交媒体用户当作“外国代理人”[7]。
- 2022年7月，普京签署了新法，将“外国代理人”的定义扩大到那些从国外获得任何形式的支持，而不仅仅是金钱的组织和个人[8][9]。

## 对“外国代理人”的限制

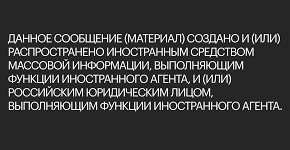
本消息（材料）由履行外国代理人职能的外国大众媒体和（或）履行外国代理人职能的俄罗斯法人实体创建和（或）传播。

一旦被俄罗斯当局贴上“外国代理人”的标签，这些个人或组织必须在他们向俄公众发表的任何东西，包括社交媒体帖子上，标明他们的外国代理人身份。他们还被要求每六个月向政府提交报告说明资金来源、花销情况、要达到何种目的以及人员情况等，并接受年度审计。“外国代理人”也被禁止接受政府资助、在公立大学任教或从事儿童相关工作。外国代理人也被禁止依靠预算开展创造性活动、参与国家需要的采购和环境评估，也不能涉足传统家庭价值观保护领域的活动。
倘若这些个人或机构违反外国代理人法律，俄罗斯当局可要求其付高额罚款；当“外国代理人”发布违反俄罗斯法规内容时，俄罗斯联邦通信、信息技术和大众传媒监督局有权在没有法院命令的情况下应司法部的要求屏蔽其网站。

## 案例
俄罗斯海兰泡的一家孔子学院曾被指控为“外国代理人”。
俄罗斯维基媒体协会面临被列为“外国特工”及“外国代理人”的压力后，在2023年12月宣布将解散。

## 反响和评价

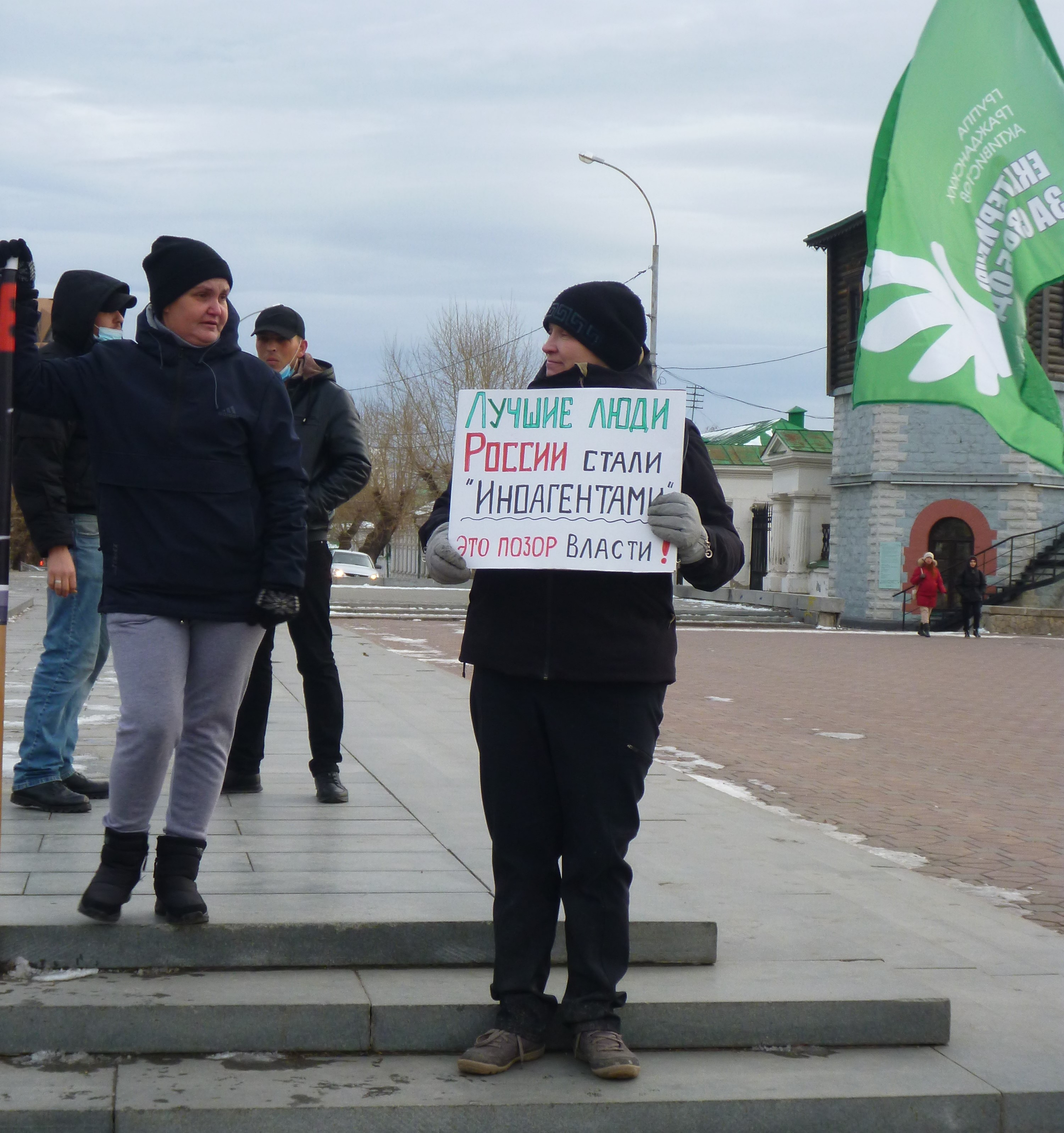
2021年11月，一名女子在葉卡捷琳堡抗议，手持的標語寫著“俄罗斯最好的人們都成了『外國代理人』。政府无耻！”

一些中国自媒体例如微信公衆號“華語智庫”认为该法有效地挫败了西方的颜色革命，值得学习和借鉴。

### 其他俄罗斯法律
- 俄罗斯假新闻法
- 俄罗斯不受欢迎组织法（英语：Russian undesirable organizations law）
- 主权互联网法案
- 亚罗娃亚法

### 其他国家类似法律
- 美国外国代理人登记法
- 中国境外非政府组织境内活动管理法